# Sopo Gelovani
Sopo Gelovani (georgiska: სოფო გელოვანი), född 21 mars 1984, är en georgisk sångare. Gelovani är främst känd för att ha slutat tvåa i Dzjeostari år 2010. Tillsammans med den ukrainske sångaren Eduard Romanjuta deltog hon år 2012 i musikprogrammet 10+10.

## Karriär

### Eurovision Song Contest 2013
Den 31 december 2012 blev det klart att Gelovani kommer att representera Georgien i Eurovision Song Contest 2013 tillsammans med Nodiko Tatisjvili, detta efter att ha valts ut internt av GPB. Inför sitt deltagande i ESC åkte duon på en promoturné i Armenien, Israel, Azerbajdzjan, Ukraina, Vitryssland och Litauen.